# Gustaaf Van Hoey
Gustaaf Jan Constantin Marie Van Hoey (Mechelen, 26 oktober 1835 – aldaar, 19 januari 1913) was een Belgisch componist en organist.
Hij was zoon van kunstschilder Jozef Ignace/Joseph Ignatius Jozef Van Hoey en Anna Theresia Keulemans.
Hij kreeg zijn muziekopleiding in eerste instantie van de oud-kapelmeester van de Sint-Romboutskathedraal te Mechelen. Vervolgstudies vonden plaats aan het Koninklijk Conservatorium Brussel, waar hij in Peter Benoit een medestudent zag. Hij schreef toen ook al werken, waarvan hij een aantal inzond in de Prix de Romewedstrijd. Uiteindelijk zou hij met de cantate De wind (met een Nederlandstaluig libretto) in 1865 een gedeelte tweede prijs in de wacht slepen, samen met Jan Van den Eeden. Hij volgde een cursus paleografie bij François-Joseph Fétis (ook directeur van het Brussels conservatorium) om vervolgens middeleeuwse muziekwerken te voorzien van een modern notenschrift. Van 1862 tot 1898 was hij kapelmeester/organist in de Sint-Pieterskerk, een functie die hij zou bekleden tot 1898. Hij werd er in 1868 ook directeur, een functie die hij aanhield tot 1906. Hij vormde de muziekschool om naar een modernere instelling met onder meer muzieklessen voor meisjes en het geven van lessen in het Vlaams. Zijn belangrijkste leerlingen was Jef Denijn (Van Hoey was bevriend met diens vader Adolf) en Berthe Seroen, die op zijn jubileumconcert acte de présence gaf. Naast genoemde arbeid was Van Hoey nog amateur-beiaardier.
Na zijn dood werd zijn collectie transcripties geveild, uit het bewaarde veilingoverzicht bleek dat het om een aanzienlijke verzameling ging; de lijst wordt bewaard door de Universiteit van Michigan te Ann Arbor. Een aantal werken van hem ging verloren tijdens de Eerste Wereldoorlog.
Van Hoey woonde enige tijd aan de Frederik de Merodestraat 85 te Mechelen, een gebouw genaamd Huis Valkenborg, dat later benoemd werd als bouwkundig erfgoed van die stad. In de voorgevel van het gebouw is een plaquette ter herinnering aan Van Hoey te zien ("Hier woonde en stief de Vlaamsche toondichter Gustaaf Van Hoey 1835-1913", vermoedelijk geplaatst in 1935). Mechelen kent de Van Hoeystraat, die de Frederik de Merodestraat kruist.
Werklijst:
Hij schreef werken in allerlei genres van ouvertures tot motetten, waaronder
- Juif errant (1859)
- Agar dan le désert (1861)
- Rembert Dodoens (1862)
- Paul et Virginie (1863)
- De wind (1865)
- Een schildersfeestdag (1865, komische opera)
- La Saint-Luc (1865, komische opera)
- De violier (1865, komische opera)
- Het onderwijs (1868)
- Het eerenkruis (1868, komische opera)
- Leopold II (1875)
- Verhaeghen-cantate (1883)
- Sonate voor beiaard (1897) een verplicht werk voor beiaard in de eerste internationale beiaardwedstrijd van Mechelen (er volgde nog een orgelsonatine).
- Hulde aan van Beneden (1898)

- MusicBrainz: 93b56488-5270-42eb-b54e-1945f7aacf07
- Nederlandse Thesaurus van Auteursnamen: 387124195
- Virtual International Authority File: 249102880
- WorldCat: E39PBJrrr79J7TmYpY6xvpxMT3